# Zofia Bilińska (kardiolog)
Zofia Teresa Bilińska (ur. 1959) – polska kardiolog, profesor zwyczajny Instytutu Kardiologii im. Prymasa Tysiąclecia Kardynała Stefana Wyszyńskiego w Warszawie-Aninie. 

## Życiorys
Stopień doktorski otrzymała w 1995 broniąc pracy Czy kardiomiopatia rozstrzeniowa jest chorobą autoimmunologiczną narządowoswoistą? Przyczynek do badań nad patogenezą choroby przygotowanej pod kierunkiem Witolda Rużyłły. Habilitowała się w 2005 na podstawie oceny dorobku naukowego i publikacji pt. Identyfikacja swoistych przyczyn niewydolności serca na podstawie biopsji endomiokardialnej, badań rodzinnych i molekularnych. Tytuł naukowy profesora nauk medycznych otrzymała w 2010. W warszawskim Instytucie Kardiologii pełniła funkcję zastępcy dyrektora ds. nauki, a w 2010 założyła tam i prowadzi Ośrodek Badań Przesiewowych Dziedzicznych Chorób Układu Sercowo-Naczyniowego. Była promotorem trzech doktoratów.
Na dorobek naukowy Z. Bilińskiej składa się szereg opracowań oryginalnych publikowanych m.in. w czasopismach takich jak „European Heart Journal”, „Circulation Research”, „American Journal of Cardiology” oraz „Kardiologia Polska”.
Należy do Polskiego Towarzystwa Kardiologicznego.